# 勝木健司
勝木 健司（かつき けんじ、1943年（昭和18年）3月11日 - ）は、日本の政治家。
参議院議員（3期）、文部政務次官（羽田内閣）、参議院労働委員長、参議院財政金融委員長、平成会国会対策委員長などを歴任。

## 概要
勝木満典の子として、中国大連市で生まれ、熊本県天草市で育つ。早稲田大学卒業後、ダイエーに入社。ダイエー労組委員長、ゼンセン同盟流通部会長等を経て、1986年の第14回参議院議員通常選挙で民社党の参議院比例区から立候補し、初当選。以後、3期連続当選。
1994年、羽田内閣で、文部政務次官に就任。同年の民社党解党に伴い新進党に参加。新進党の参議院会派である平成会の国会対策委員長を務める。1996年、参議院労働委員会委員長。1997年末の新進党解党後は新党友愛を経て民主党に参加。
2001年、参議院国民福祉委員会委員。民主党倫理委員会委員。2003年、参議院国民生活・経済に関する調査会委員長。2004年3月、参議院国民生活・経済に関する調査会会長。同年7月の第20回参議院議員通常選挙には立候補せず、政界を引退。支持母体のゼンセンは後継候補として柳澤光美を擁立した。
2014年4月、旭日重光章を受章。